# Virgin Trains
Virgin Trains — железнодорожная компания в Великобритании, контролируемая Virgin Group. Предоставляет услуги междугороднего железнодорожного сообщения, между Лондоном, Западным Мидлендом, Северо-Западной Англией, Северным Уэльсом и Шотландией. 49% акций Virgin Trains принадлежит Stagecoach Group.

## История
Virgin Trains была создана во время приватизации British Rail в середине 1990-х годов. И первоначально успешно выиграла две железнодорожные франшизы: на создание секторов железной дороги в пересеченной сельской местности Intercity и West Coast в системе железных дорог компании British Rail. Компания была запущена с обещаниями Ричарда Брэнсона о высокотехнологическом и улучшенном уровнях обслуживания на поездах British Rail Class 390. Но вскоре у Virgin Trains начались проблемы с подвижными составами и инфраструктурой их обслуживания, унаследованной от British Rail
23 февраля 2007 года — один из поездов компании потерпел крушение у городка Грейригг, совершая рейс из Лондона в Глазго. Из 115 пассажиров и членов экипажа пострадало 89 человек, 88 из которых получили травмы различной степени тяжести, 1 человек погиб.

## Подвижной состав
Virgin Trains владеет 86 единицами подвижного состава, из которых:
- 56 электропоездов British Rail Class 390,
- 20 дизель-поездов British Rail Class 221[англ.],
- 9 вагонов British Rail Mark 3[англ.]
- 1 моторный вагон Driving Van Trailer[англ.])